# Mesjid (Batang Kuis)
Mesjid is een bestuurslaag in het regentschap Deli Serdang van de provincie Noord-Sumatra, Indonesië. Mesjid telt 1323 inwoners (volkstelling 2010).